# لاگو
لاگو شهری در شهرستان بالاوه در استان بانوا در بورکینافاسوی غربی است و جمعیت آن ۶۱۱ نفر است.